# Danger Close – Die Schlacht von Long Tan
Danger Close – Die Schlacht von Long Tan (Originaltitel Danger Close: The Battle of Long Tan) ist ein australischer Spielfilm aus dem Jahr 2019, der vor dem Hintergrund des Vietnamkrieges spielt. Der Kriegsfilm des Regisseurs Kriv Stenders gibt die Erfahrungen der ANZAC-Soldaten während der Schlacht von Long Tan im Jahr 1966 wieder. 

## Handlung
Danger Close gibt die Ereignisse der Schlacht von Long Tan am 18. August 1966 aus der Sicht der australischen Soldaten wieder.
Der Film handelt von den Erlebnissen der D-Kompanie, die in einer Gummiplantage in der Nähe von Long Tan/Südvietnam plötzlich einer großen Überzahl an Feindkräften gegenübersteht und während eines starken Monsunregens um ihr Leben kämpfen muss. Am 18. August 1966 müssen Major Harry Smith und seine unerfahrene Kompanie gegen 2.500 Soldaten der Vietcong und der Nordvietnamesischen Armee kämpfen. Ein nahezu aussichtsloses Kräfteverhältnis. Die Munition geht zur Neige und die Verluste steigen rapide an. Erst am nächsten Tag kann unter dem Aufbieten aller Kräfte die angeschlagene Kompanie aus der Kampfzone ausgeflogen werden. 
Die dreieinhalbstündige Schlacht galt als eine der „wildesten und verlustreichsten“ in der Geschichte des australisch-neuseeländischen ANZAC-Korps (Australian and New Zealand Army Corps).
Während 18 Australier fielen und 23 verwundet wurden, rechnete man beim Gegner mit Verlusten von 245 bis 500 Mann.
Die auf wahren Begebenheiten beruhende Geschichte des Films behandelt unter anderem die seltsame, widersprüchliche und brutale Natur des Krieges.

## Begriffsbestimmung
Danger Close kann Feuerunterstützung aus Luftnahunterstützung (CAS), Artilleriegeschützen oder Mörsern, sehr nahe an den eigenen Stellungen bedeuten.

## Produktion

### Dreharbeiten
Der 118 minütige Film wurde vom 14. Mai bis 6. Juli 2018 vor verschiedenen Kulissen in den Village Roadshow Studios, in Oxenford, sowie einer Holzplantage bei Kingaroy, Nerang und Pimpama an der Gold Coast, alle in Queensland/Australien, gedreht. Während der Dreharbeiten war auch der ehemalige Bataillonskommandeur Harry Smith zugegen.

### Filmmusik und Veröffentlichung
Die Filmmusik komponierte Caitlin Yeo. Der Soundtrack, der insgesamt 40 Musikstücke umfasst, wurde Anfang August 2019 von Filmtrax als Download veröffentlicht.
Der Film feierte am 15. Juni 2019 im Rahmen des Sydney Film Festivals seine Premiere. Am 8. August 2019 kam er in die australischen Kinos. Im deutschsprachigen Raum wurde der Film nicht in den Kinos aufgeführt, sondern ab dem 29. November 2019 auf DVD und Blu-ray Disc veröffentlicht. Der Film wurde am 29. Juli 2023 als deutschsprachige TV-Premiere bei ProSieben Fun ausgestrahlt.

## Rezeption

### Auszeichnungen
AACTA Awards 2019
- Nominierung für die Beste Kamera (Ben Nott)
- Auszeichnung für den Besten Sound (Liam Egan)
- Nominierung für die Beste Filmmusik (Caitlin Yeo)[12][13]

### Kritik
„Der stark patriotische Film hält sich mit einer Einlassung auf die Rolle Australiens im Vietnamkrieg ebenso wenig auf wie mit der Charakterzeichnung und konzentriert sich fast völlig auf die technisch kompetent nachgestellten Kampfhandlungen.“

## Synchronisation
Die deutsche Synchronisation entstand nach einem Dialogbuch und der Dialogregie von Peter Freud im Auftrag der Splendid Synchron GmbH in Berlin.
| Darsteller        | Synchronsprecher  | Rolle                              |
| ----------------- | ----------------- | ---------------------------------- |
| Travis Fimmel     | Felix Spieß       | Major Harry Smith                  |
| Richard Roxburgh  | Erich Räuker      | Brigadier David Jackson            |
| Steve Peacocke    | Constantin Lücke  | Adrian Roberts                     |
| Aaron Glenane     | Rainer Fritzsche  | Captain Morrie Stanley             |
| Lasarus Ratuere   | Arne Stephan      | Corporal Buddy Lea                 |
| Myles Pollard     | Thomas Schmuckert | Flight Lieutenant Frank Riley      |
| Ben Esler         | Robert Glatzeder  | Gunner Ken Deacon                  |
| Daniel Webber     | Tim Knauer        | Private Paul Large                 |
| Luke Bracey       | Florian Clyde     | Sergeant Bob Buick                 |
| Alexander England | Tommy Morgenstern | Warrant Officer Class 2 Jack Kirby |
| (N. N.)           | Wolfgang Wagner   | Voice-Over Sprecher                |